# Fue Masato
Masato Fue (sinh ngày 22 tháng 2 năm 1973) là một cầu thủ bóng đá người Nhật Bản.

## Sự nghiệp câu lạc bộ
Masato Fue đã từng chơi cho Sanfrecce Hiroshima.

## Thống kê câu lạc bộ

### J.League
| Đội                 | Năm       | J.League | J.League       | J.League Cup | J.League Cup | Tổng cộng | Tổng cộng |
| Đội                 | Năm       | Trận     | Bàn            | Trận         | Bàn          | Trận      | Bàn       |
| ------------------- | --------- | -------- | -------------- | ------------ | ------------ | --------- | --------- |
| Sanfrecce Hiroshima | 1992      | -        | -              | 4            | 1            | 4         | 1         |
| Sanfrecce Hiroshima | 1993      | 2        | 0              | 0            | 0            | 2         | 0         |
| Sanfrecce Hiroshima | 1994      | 13       | 1              | 0            | 0            | 13        | 1         |
| Sanfrecce Hiroshima | 1995      | 2        | colspan="2"\|- | 33           | 2            |           |           |
| Sanfrecce Hiroshima | 1996      | 22       | 1              | 10           | 0            | 32        | 1         |
| Sanfrecce Hiroshima | 1997      | 22       | 1              | 6            | 0            | 28        | 1         |
| Sanfrecce Hiroshima | 1998      | 1        | 0              | 3            | 0            | 4         | 0         |
| Tổng cộng           | Tổng cộng | 93       | 5              | 23           | 1            | 116       | 6         |